# Casement Park
Casement Park è il principale stadio della Gaelic Athletic Association di Belfast, nell'Irlanda del Nord ed è l'impianto di casa delle squadre di calcio gaelico e hurling della contea di Antrim. Lo stadio, che prende il nome da uno dei partecipanti della Rivolta di Pasqua, del 1916, Roger Casement, ha una capienza di 32600 posti.
Casement Park fu aperto per la prima volta nel giugno 1953 e la partita inaugurale ha visto contrapposte le squadre di calcio gaelico di Armagh e Antrim. Lo stadio avrebbe ospitato, meno di un mese dopo, la finale del campionato provinciale dell'Ulster che vide trionfare Armagh contro la franchigia allora campione d'Irlanda in carica: Cavan.
Casement Park ha ospitato otto finali del campionato provinciale fino a quando la sede venne trasferita allo St. Tiernach's Park di Clones dove il match si sarebbe disputato fino al trasferimento a Croke Park, avvenuto nel 2005. In seguito al rifacimento del 2000 vennero e vengono disputati molti più match nell'impianto dove, nel 2006, sono stati aggiunti i riflettori, consentendo la disputa di partite in notturna.